# Fred W. Baker’s Stourbridge Motor and Carriage Works
Fred W. Baker’s Stourbridge Motor and Carriage Works war ein britischer Hersteller von Automobilen und Karosserien.

## Unternehmensgeschichte
Das Unternehmen aus Stourbridge stellte Karosserien her. 1906 begann die Produktion von Automobilen. Der Markenname lautete Westland. 1907 endete die Automobilproduktion.

## Fahrzeuge
Das einzige Modell war der 10/12 HP. Der Einbaumotor kam von Aster.

## Karosserien
Karosserien entstanden auf Fahrgestellen verschiedener Hersteller. Ein Fahrzeug von der Société Gladiator von 1910 mit einer Karosserie von Baker ist erhalten geblieben. Es wurde 2009 durch Bonhams für 42.036 Euro versteigert.